# Trontano
Trontano là một đô thị ở tỉnh Verbano-Cusio-Ossola trong vùng Piedmont của Ý, có cự ly khoảng 120 km về phía đông bắc của Torino và khoảng 25 km về phía tây bắc của Verbania. Tại thời điểm ngày 31 tháng 12 năm 2004, đô thị này có dân số 1.684 người và diện tích là 58 km².
Trontano giáp các đô thị: Beura-Cardezza, Cossogno, Domodossola, Druogno, Malesco, Masera, Premosello-Chiovenda, Santa Maria Maggiore.